# 耶稣升天 (阿西西)
《耶稣升天》（Ascensione）是亚西西的圣方济各上层圣殿反立面的一幅湿壁画，由乔托绘制于1291-1295年，尺寸为 500 x 400 厘米。
这幅画位于玫瑰窗左侧，描绘耶稣升天场景，耶稣驾云上升。